# Prix APDAYC
Los premios APDAYC (en français: Les Prix APDAYC) sont des récompenses qui sont décernées chaque année, depuis 2008, au Pérou par l'Association péruvienne d'auteurs et compositeurs (APDAYC: Asociación peruana de autores y compositores). Ils honorent les artistes et compositeurs péruviens selon 14 catégories dans 6 genres musicaux. En 2011, les prix sont décernés par le biais de votes électroniques et par un jury professionnel. La cérémonie est également diffusée par la chaîne Panamericana Televisión.

## Liste de récompenses
Chaque année sont récompensés des musiciens dans les catégories suivantes :
- Chanson nationale de l'année
- Auteur-compositeur de l'année
- Artiste tropical de l'année
- Artiste vernaculaire de l'année
- Artiste/Groupe de rock de l'année
- Artiste/Groupe de salsa de l'année
- Artiste créole de l'année
- Artiste de fusion de l'année
- Artiste/Groupe pop de l'année
- Artiste chrétien de l'année
- Artiste révélation de l'année
- Disque de l'année
- Artiste de l'année
- Groupe tropical de l'année

## Palmarès

### Palmarès 2009 - IIIePrix APDAYC
| Catégories                         | Vainqueurs                          |
| ---------------------------------- | ----------------------------------- |
| Chanson nationale de l'année       | Lárgate - Carlos Rincón             |
| Auteur de l'année                  | Juan Carlos Fernández               |
| Artiste tropical de l'année        | Marisol                             |
| Artiste vernaculaire de l'année    | Dina Paucar                         |
| Artiste/Groupe rock de l'année     | Ádammo                              |
| Artiste/Groupe de salsa de l'année | Camaguey                            |
| Artiste créole de l'année          | Eva Ayllón                          |
| Artiste de fusion de l'année       | Damaris                             |
| Artiste/Groupe pop de l'année      | Bareto                              |
| Artiste chrétien de l'année        | Homero                              |
| Artiste révélation de l'année      | Erick Elera                         |
| Disque de l'année                  | Al fondo hay sitio - Tommy Portugal |
| Artiste de l'année                 | Frères Yaipén                       |
| Groupe tropical de l'année         | Frères Yaipén                       |

### Palmarès 2010 - IVePrix APDAYC[3]
| Catégories                           | Vainqueurs                   |
| ------------------------------------ | ---------------------------- |
| Auteur-compositeur de l'année        | Juan Carlos Fernández        |
| Chanson de l'année                   | Amor - Juan Carlos Fernández |
| Disque de l'année                    | Rarezas - Líbido             |
| Artiste masculin tropical de l'année | Erick Elera                  |
| Artiste féminine tropical de l'année | Marisol                      |
| Artiste pop/rock de l'année          | Ádammo                       |
| Artiste vernaculaire de l'année      | Dina Paucar                  |
| Artiste créole de l'année            | Eva Ayllón                   |
| Groupe tropical de l'année           | Frères Yaipén                |
| Groupe de salsa de l'année           | La Novel                     |
| Artiste de fusion de l'année         | Bareto                       |
| Concert de l'année                   | Marc Anthony et Olga Tañon   |
| Meilleur acteur de l'année           | Erick Elena                  |
| Meilleur acteur de l'année           | Gianella Neyra               |